# Фагир Ордубади
Гаджи-ага Фагир Ордубади (азерб. Hacı ağa Fəqir Ordubadi) — азербайджанский поэт XIX века, член литературного кружка «Анжумани-шуара». Является отцом выдающегося азербайджанского прозаика Мамеда Саида Ордубади.

## Биография
Гаджи-ага Фагир Ордубади родился 9 января 1836 года в Ордубаде в небольшой купеческой семье. Его отец, Мухаммад, часто ездил в Иран (Тебриз, Марагу, Шираз и другие города) для торговли и иногда брал с собой сына в путешествия. Поэтому места, которые он посетил, и события, свидетелем которых он стал, повлияли на мировоззрение Фагира уже с ранних лет и сыграли положительную роль в его дальнейшем развитии.

## Творчество
Из исследований Фиридун-бека Кочарли известно, что Фагир Ордубади получил образование в Ширазе, где в совершенстве изучил арабский и персидский языки.
Мамед Саид Ордубади писал о своем отце:

«мой отец Гаджи-ага Фагир является внуком известного поэта Мирзы Хатема Ордубади, который добился высокого положения рядом с Шахом Аббасом. Мой отец женился на дочери садовника по имени Панах из села Уштиб Дизмарского района Южного Азербайджана . Семья, которая считается родственницей известного поэта Набати, бежала, спасаясь от «грабежа и резни местных хасанабадских ханов», и поселилась в Ордубаде. Когда он женился на девушке из этой семьи, он жил в крайней нищете. Именно поэтому он использовал прозвище «Фагир» в своих стихах».
В эти годы, благодаря знанию арабского и персидского языков, Фагир читал произведения классических восточных поэтов, писал поэмы и притчи на стихи таких поэтов, как Сади, Хафиз, Омар Хайям, Низами и Физули, также Гаджи некоторые из своих стихотворений посвятил религиозной тематике. Фагир, обладавший красивой натурой и поэтическим талантом, постепенно стал взрослеть и писать стихи с социально-реалистической направленностью, но только после участия в литературном собрании Ордубада «Анжумани-шуара». Из-за нарастания критических тенденций в его творчестве, начались сильные преследования ахундов и мулл, верующих и людей соблюдающих шариат, это поставило бедняков в безвыходное положение. В то же время священнослужители и богатые люди пытаются опорочить Фагира, сочиняя неприятные сатиры на поэта, служащего религиозным учениям. Гонимый и обедневший, поэт был вынужден покинуть родной Ордубад и некоторое время жить в Туркестане и Каджарском Иране. В эти же годы Ордубад покинул другой участник «Анжумани-шуара», видный поэт-просветитель Таги Сидги . Удаленность обоих просвещенных поэтов от Ордубада ослабила и раздробила литературное собрание «Анжумани-шуара». Поэтому Фагир, познакомившийся с Сиддики за границей, по его настоянию вернулся в Ордубад и продолжил свою просветительскую деятельность, а также председательствовать в парламенте. В это время поэт открыл в Ордубаде новую спецшколу. Наряду с религиозными науками в этой школе преподавались и светские науки. Поэт жил на скудный доход от открытой им школы. Однако такое положение длится недолго. В то время в Ордубад приехал человек по имени Молла Казим из села Яйджи в районе Джульфы, он открыл специальную школу и стал преподавать религиозные науки. По настоянию многих родителей ученики оставили школу Гаджи-аги Фагира и перешли в религиозную школу муллы Казима. Таким образом, Фагир остаётся вынужден закрыть своё учебное заведение. Однако мулла Казим, сильно осложнивший ему жизнь, не смог уйти от сатирического пера поэта. Не в силах скрыть свой гнев и ненависть, Факир высмеивает муллу Казими следующей сатирой:
Yaycıdan mədrəsəyə bir taza zurnaçı gəlib, 
Yelləyibdir tuluğun, zurna çalan xaçı gəlib.

## Последние годы жизни
Ближе к концу своей жизни Фагир ослеп. Однако поэт, все же посещал собрания, написал свои стихи своим близким друзьям по переписке Сидги, Надыму и Бикасу.
Даже в эти трудные и неспокойные времена его жизни, священнослужители и группа состоятельных людей преследовали Фагира и пытались опорочить его разными способами. Вскоре в результате заговора этих людей, отец и дядя поэта были арестованы по приказу комиссара и князя. Череда этих событий оказывает очень серьезное влияние на Фагира. Он жалуется в государственные органы, но безрезультатно. В итоге поэт обратился со стихом по этому поводу к Келбали Хану, одному из нахчыванских ханов. После его письма, благодаря вмешательству Келбали Хана, отец и дядя поэта были освобождены из тюрьмы. Однако позже был арестован уже брат Фагира по приказу князя. В связи с этим инцидентом Фагир еще раз обратился со стихами к Келбали Хану и Исмаил Хану Нахичеванскому. Его письма показывают факт того, что поэт и его семья подвергались жесточайшим преследованиям со стороны местных царских правящих кругов, религиозных и шариатских деятелей из-за критических аспектов его творчества. Ближе к концу своей жизни поэт сильно разорился и по необходимости писал гимны богатым людям Ордубада и Нахичевана, прося у них еды и одежды. Это подтверждают стихотворные гимны, написанные разным людям в рукописном диване Фагира. Несмотря на все эти труды, поэт так и не может получить помощи от богатых людей. С одной стороны — боль бедности, а с другой стороны — отсутствие оценки его произведений, обескураживает бедняка и приводит к отчаянию и пессимизму. В результате к концу жизни поэт отошел от своих прежних романтико-лирических газелей и написал пессимистические стихи со жалобным смыслом. Измученный горем, Фагир умер в 1886 году. Друзья поэта похоронили его на Ордубадском кладбище.